# Quentin Bone
Quentin Bone (17 août 1931 - 6 juillet 2021) est un biologiste marin britannique. En 1971, il est le pionnier de l'application de la microscopie électronique à la vie marine.

## Biographie
Quenton Bone est le fils de Stephen Bone (en), peintre, écrivain, animateur et artiste de guerre, et de Mary Adshead (en), peintre, muraliste, illustratrice et designer. Formé d'abord à la Warwick School, il obtient son diplôme de zoologie en 1951 au St John's College d'Oxford. Il devient docteur en philosophie en 1958 du Magdalen College d'Oxford .
En 1984, Quentin Bone devient membre de la Royal Society ,.

## Recherches
Quentin Bone travaille sur les études histologiques de la structure fine et de la physiologie des invertébrés aquatiques et des poissons. En 1971, il est le pionnier de l'utilisation de la microscopie électronique appliquée à la vie marine lorsqu'il prend la première micrographie électronique à la Marine Biological Association du Royaume-Uni. Il dévoile de nombreux fondamentaux histologiques concernant la facilitation de la vie dans les environnements aqueux .
De 1959 à 1994, il est membre de la Marine Biological Association du Royaume-Uni. En 1989, il devient membre de l'Institut océanographique (comité de perfectionnement) et en 1994, chercheur honoraire de la Marine Biological Association du Royaume-Uni
En 1999, il reçoit la Médaille linnéenne  et en 2003 la Médaille Frink de la Société zoologique de Londres .

## Publications
- N B Marshall, J S Blaxter, Biology of Fishes, Blackie, 1994 (ISBN 978-0-7514-0243-8, lire en ligne);  Taylor & Francis, with R Moore, 2007,  (ISBN 978-0-415-37562-7)
- Biology of Pelagic Tunicates Oxford University Press, 1998,  (ISBN 978-0-19-854024-3)